# STCH
STCH‏ (Heat shock protein family A (Hsp70) member 13) هوَ بروتين يُشَفر بواسطة جين STCH في الإنسان.

## الوظيفة

#### 1. نشاط ATPase مستقل
- يحتوي على نواة ATPase تُحفَّز ATP بشكل مستقل عن الببتيدات، مما يميّزه عن Hsp70 التقليدية .

#### 2. حاضنة مرتبطة بالغشاء
- يُعبر عنه بشكل دائم في الخلايا، ويتجمع في ميكروسومات الشبكة الإندوبلازمية (ER microsomes) ohiostate.elsevierpure.com+11pmc.ncbi.nlm.nih.gov+11ncbi.nlm.nih.gov+11.
- يُنشّط استجابته بواسطة أيونوفر الكالسيوم A23187، وليس بواسطة الصدمة الحرارية .

#### 3. تنظيم البروتينات والإنزيمات
- يساعد في نقل وتجميع البروتينات داخل الشبكة الإندوبلازمية ويعزز عملية طيّ البروتينات أو إعادة طيها .
- يرتبط ببروتينات شبيهة باليوبيكويتين (ubiquitin-like proteins)، مما قد يؤثر على جودة البروتينات .

#### 4. تنظيم نواقل الأيونات
- يتفاعل مع ناقلين مثل NBCe1‑B وNHE1 لتنظيم حموضة الخلايا (pHi)، وبالتالي يؤثر في استرداد الـ pH بعد حمضنة الخلية، عبر تعزيز تواجد هذه الناقلات على سطح الخلية pmc.ncbi.nlm.nih.gov+2jbc.org+2ncbi.nlm.nih.gov

- تقليل STCH يؤدي إلى:
  - انخفاض قوي (~72٪) في سرعة استعادة الحموضة الخلوية عبر NBCe1‑B وNHE1 ncbi.nlm.nih.gov+8pubmed.ncbi.nlm.nih.gov+8ohiostate.elsevierpure.com+8.
- زيادة STCH تؤدي إلى:
  - تسارع في استعادة pHi (~150٪ زيادة) وزيادة ظهور NHE1 على الغشاء (~128٪) .
- تُظهر الدراسات الجزيئية أنه يملك بنية Hsp70 الأساسية (ATPase core) ولكنه مفتوح على الفعل؛ أي لا يتطلب ببتيد للتفعيل، مدعوماً بالبنى الفريدة مثل الإدخال الطويل القصير (~50 حمض أميني) .

## الأهمية السريرية
- وُجد ارتباط طفرات في STCH بزيادة قابلية الإصابة بسرطان المعدة في بعض الدراسات السكانية (اليابان) .

- قد يلعب دورًا في الحساسية تجاه استراتيجيات الخلايا للموت المبرمج (TRAIL-induced apoptosis) حسب بعض الأبحاث

| الخاصية          | التفاصيل                                                             |
| ---------------- | -------------------------------------------------------------------- |
| النطاق           | chaperone Hsp70 يقترن بالشبكة الإندوبلازمية                          |
| البنية           | ATPase core فقط؛ بديل قصير بدون domain عرض ببتيدات完整               |
| التنظيم          | مستحث بالكالسيوم، بجانب أيو نوفير A23187                             |
| الوظائف          | طي البروتينات/إعادة طيها، تنظيم نواقل الأيونات والتحكم بحموضة الخلية |
| الأداء           | يعزز نقل NBCe1‑B وNHE1، وإعادة استقرار pH                            |
| الأهمية السريرية | رمز للطفراتyle المرتبطة بسرطان المعدة وربما مسار موت الخلية          |